# Jegocin
Jegocin – jezioro w woj. warmińsko-mazurskim, w pow. piskim, w gminach Pisz i Ruciane Nida. Jezioro leży na terenie Pojezierza Mazurskiego, na Równinie Mazurskiej, na południowy wschód od miejscowości Wejsuny. W porównaniu z innymi jeziorami regionu poddane jest bardzo małej presji turystyki. W systemie administracji wodnej tworzy jednolitą część wód PLLW30265 Jegocin (Duży Jegocin), leżąc w regionie wodnym Środkowej Wisły. Zaliczane jest do typu 5a, czyli jezior o wysokiej zawartości wapnia, małym wpływie zlewni, stratyfikowanych, leżących w północno-wschodniej części Polski.
Jest jednym z młodszych jezior w Polsce – powstało w trakcie holoceńskiego optimum klimatycznego. Z okresu atlantyckiego i subborealnego pochodzą osady jeziornych margli, a z subatlantyckiego torfów.

## Morfometria i położenie
Jezioro leży w Puszczy Piskiej, w obrębie Mazurskiego Parku Krajobrazowego oraz obszarów Natura 2000 Puszcza Piska (PLB280008, obszar specjalnej ochrony ptaków) oraz Ostoja Piska (PLH280048, specjalny obszar ochrony siedlisk). Leży w dorzeczu Pisy, a wraz z nim w dorzeczu odpowiednio Narwi i Wisły.
Powierzchnia zwierciadła wody według różnych źródeł wynosi od 119,0 ha do 127,4 ha.
Zwierciadło wody położone jest na wysokości 122,2 m n.p.m. lub 123,2 m n.p.m. Średnia głębokość jeziora wynosi 9,0 m, natomiast głębokość maksymalna 36,1 m. Objętość to 11439700 m³.
Jest to zbiornik bezodpływowy o nieregularnym kształcie linii brzegowej. Jego północno-wschodnią odnogą jest zatoka Śniardwy. Zlewnia bezpośrednia jeziora mierzy 1,7 km², podczas gdy całkowita 17,5 km². Prawie cała zlewnia jest zbudowana z utworów sandrowych i jest w dużej mierze zalesiona, z dominacją borów sosnowych.
Sandr piski, na którym leży Jegocin, na północ od tego jeziora ma spadek ku północy, w kierunku niecki Śniardw, podczas gdy na południe od niego, ku południowi, zgodnie z biegiem Pisy.
Zbiornik otoczony jest lasem i objęty strefą ciszy. Nie jest użytkowany rekreacyjnie. Nie jest odbiornikiem ścieków. Wokół brzegów nie ma żadnych zabudowań ani miejsc biwakowych.

## Hydronimia
Według urzędowego spisu opracowanego przez Komisję Nazw Miejscowości i Obiektów Fizjograficznych (KNMiOF) nazwa tego jeziora to Jegocin, a jako jego część wyodrębniana jest zatoka Śniardwy. W większości publikacji i na mapach topograficznych jezioro to występuje pod nazwą Jegocin Duży. Nazwa Jegocin Duży ma pomóc w odróżnieniu od pobliskiego jeziora Jegocinek, zwanego Jegocinem Małym.
Wcześniej jezioro nosiło niemiecką nazwę Großer Jagodschin See. W XIX wieku w okolicy znajdowało się leśnictwo Jegodschen.

## Stan wód
Ze względu na sposób użytkowania zlewni zanieczyszczenie wód Jegocina jest nieznaczne. Należy on do jezior, w których wzrost stężenia jonów wapnia – zauważalny we wszystkich badanych polskich jeziorach w drugiej połowie XX wieku – był stały, ale niewielki, podczas gdy w tym samym okresie w jeziorach położonych na obszarach rolniczych był on znaczny.
Jegocin od 1991 roku wchodzi w zestaw jezior reperowych, tj. poddanych regularnemu monitoringowi jakości wody w celu śledzenia trendów zmian środowiska. Ocena w roku 1991 wskazywała na trzecią klasę czystości, w następnych kilku latach zaś na klasę drugą. W 1998 roku czystość wód oceniono już na pierwszą klasę. Poprawa czystości wód umożliwiła zasiedlenie głębszej warstwy dna przez rośliny fitolitoralu. W ciągu siedmiu lat – między 1997 a 2004 – dało to przyrost pokrycia powierzchni jeziora przez fitolitoral o kilka hektarów z 37,6% do 39,8%. Mimo że rynnowa morfometria Jegocina może powodować zaniżanie oceny stanu na podstawie Makrofitowego Indeksu Stanu Ekologicznego, w różnych badanych latach wskazuje on bardzo dobry stan ekologiczny. W podobnym okresie średnia widoczność krążka Secchiego w najgłębszym miejscu jeziora wyniosła 2,7 m. Inne badania współczesne potwierdzają bardzo dobry stan ekologiczny pozostałych badanych biologicznych elementów oceny, czyli fitobentosu i fitoplanktonu. Na przełomie XX i XXI wieku zagęszczenie fitoplanktonu było niskie. Jego miara, czyli zawartość chlorofilu a, wynosiła średnio 2,4 μg dm−3, podczas gdy przeciętna zawartość w polskich jeziorach monitorowanych w tym czasie wynosiła ok. 30 μg dm−3. Stan bezkręgowców bentosowych wyznaczony na podstawie metody badania wylinek ochotkowatych był bardzo dobry. Parametry fizyczno-chemiczne również spełniają kryteria stanu bardzo dobrego lub dobrego, więc jezioru przyznawana była pierwsza klasa jakości. Wyjątkiem są warunki tlenowe, jednak są one wynikiem morfometrii jeziora (głębokie jezioro rynnowe o wysokich brzegach słabo podlegające miksji), a nie zanieczyszczenia. Również stan chemiczny wód jeziora był w pierwszej połowie cyklu monitoringowego 2010-2015 oceniany jako dobry. W 2014 roku zbadano również stan zespołów ryb, uzyskując wartości dla stanu dobrego, czyli drugiej klasy jakości.
Praktyczny brak presji turystycznej ma wpływ nie tylko na ekosystem jeziora, ale również wpływa na entomofaunę przybrzeżnego lasu. W porównaniu z obrzeżami jezior poddanych większej presji, nad Jegocinem jest więcej gatunków wilgociolubnych, potrzebujących do bytowania kryjówek, które w innych warunkach łatwo ulegają zadeptaniu.